# Daniel Ayala
Daniel Sánchez Ayala, född 7 november 1990 i Sevilla, Spanien, är en professionell fotbollsspelare (försvarare).

## Klubblagskarriär
Ayala spelade i Sevilla Atlético mellan år 2000 och 2007 men när sedan Liverpool erbjöd ett kontrakt valde han att lämna den spanska klubben. I Liverpool spelade han inledningsvis med klubbens U18-lag och var bland annat med under FA Youth Cup 2008/2009 där Liverpool förlorade mot Arsenal i finalen.
Ayala debuterade i Liverpools A-lag den 16 augusti 2009 mot Tottenham i Premier Leagues första omgång säsongen 2009/2010 när han fick göra ett inhopp efter att Martin Skrtel skadat sig. Han gjorde sin första match från start tre dagar senare, i skadade Martin Skrtel och Daniel Aggers frånvaro, när Liverpool tog emot Stoke hemma på Anfield i en match man vann med 4-0.
Den 12 september 2010 meddelade Liverpool via sin officiella hemsida att Ayala lånats ut till Hull City i en månad. En vecka senare meddelade klubben att man förlängt lånet till den 1 januari 2011.
Ayala återvände till Liverpool i slutet av december på grund av en skada han ådragit sig. Liverpools manager Roy Hodgson sa till klubbens officiella hemsida att Ayala mycket väl kan komma att lånas ut igen, när hans skada läkt, men absolut inte till Hull då han ansåg att deras behandling av Ayala förvärrat hans skada. Istället lånades han i februari ut till Championship-klubben Derby County till slutet av säsongen.
Den 13 augusti 2011 skrev Ayala på för Norwich City, som tros ha fått betala £800,000.
I september 2020 värvades Ayala av Blackburn Rovers, där han skrev på ett treårskontrakt. Den 27 oktober 2023 värvades Ayala av Championship-klubben Rotherham United på ett korttidskontrakt.